# Ray Hicks
Raymond "Ray" Hicks (3 de março de 1917 — 1974) foi um ciclista britânico. Representou o Reino Unido em dois eventos nos Jogos Olímpicos de 1936, em Berlim.